# Eva-Lena Zetterlund
Eva-Lena Jerneld, född Zetterlund den 27 februari 1955 i Hagfors, var i sin ungdom en svensk barn- och ungdomsskådespelare.

## Biografi
Jerneld är dotter till sångaren och skådespelaren Monica Zetterlund i hennes första äktenskap 1955–1958 med fil. mag. Torbjörn Zetterlund.
Under Monica Zetterlunds tidigare karriär i Stockholm bodde Jerneld hos sina morföräldrar i Hagfors, men återförenades med sin mamma i början av 1960-talet i hennes första lägenhet på Björngårdsgatan på Södermalm.
Under 1960- och 1970-talen gjorde hon flera roller som barn- och ungdomsskådespelare.

## Filmografi
- 1966 – Syskonbädd 1782
- 1971 – Utvandrarna
- 1972 – Nybyggarna
- 1973 – Kvartetten som sprängdes (TV-serie)